# Nabil Khachab
Nabil Khachab (en arabe : نبيل خشاب) né le 5 août 2000 à Amersfoort aux Pays-Bas est un kick-boxeur néerlando-marocain de poids lourds.

## Biographie

### Naissance et jeunesse
Nabil Khachab naît le 5 août 2000 à Amersfoort et étudie à l'Université des sciences appliquées d'Utrecht. Il est né d'un père travailleur immigré arrivé avec son grand père aux Pays-Bas en provenance de la région du Rif au Maroc. Il grandit uniquement avec son père.  
Lorsqu'il a sept ans, il commence le kickboxing. Il fait ses premiers combats à l'âge de quatorze ans. Jusqu'à ses seize ans, il ne perd aucun combat, l'inspirant d'une carrière professionnelle. En fin d'adolescence, il devient un fan des événements Glory, et assiste même au combat de Jamal Ben Saddik contre Rico Verhoeven.  

### Carrière
En 2019, il apprend à connaitre Said El Badaoui qui devient son principal entraîneur. En 2021, il rejoint la salle de gym SB d'Utrecht, et reçoit son premier combat professionnel en Enfusion. Il est également entraîné par Iliass Hammouche, ancien kickboxeur professionnel.
Au début de 2023, il s'engage chez Glory, toujours sous la houlette de l'entraîneur Said El Badaoui. Khachab choisit la nationalité sportive marocaine et fait ses débuts au Glory contre Uku Jürjendal lors de Glory 83 à Essen, le 11 février 2023. Il a remporté le combat par décision unanime.
Khachab affronte Sofian Laidouni lors de Glory 84, le 11 mars 2023. Il perd le combat par décision unanime,.
Khachab affronte Nikola Filipović dans un match qualificatif pour un tournoi de poids lourds de Glory lors de Glory 90, le 23 décembre 2023. Il remporte le combat par décision unanime,,.
Khachab participe au Grand Prix des poids lourds de Glory, qui s'est tenu le 9 mars 2024,. Malgré sa victoire par décision unanime sur Benjamin Adegbuyi, deux fois challenger pour le titre des poids lourds de Glory, en quart de finale du tournoi, il est lui-même éliminé par décision unanime en demi-finale par le vainqueur final du tournoi, Rico Verhoeven,.
Khachab affronte Buğra Erdoğan lors de Glory 96, le 12 octobre 2024,.